# Nadja Wallaszkovits
Nadja Wallaszkovits (* 1969 in Bad Aussee) ist eine österreichische Tontechnikerin und Hochschullehrerin.

## Leben
Sie studierte vergleichend-systematische Musikwissenschaft mit Schwerpunkt Ethnomusikologie und Theaterwissenschaft an der Universität Wien und ist Diplomabsolventin der School of Audio Engineering in Wien. An der Universität Wien wurde Wallaszkovits 2017 mit einer Dissertation zum Thema „Restaurierung historischer Audiomaterialien mit Schwerpunkt Aufnahmen aus dem Phonogrammarchiv der Österreichischen Akademie der Wissenschaften“ im Fach Ethnomusikologie promoviert. Seit Oktober 2020 ist sie Professorin für Konservierung und Restaurierung Neuer Medien und Digitaler Information an der Staatlichen Akademie der Bildenden Künste Stuttgart. Von 2005 bis 2007 war sie Leiterin der Audiotechnik im Phonogrammarchiv der Österreichischen Akademie der Wissenschaften.

## Veröffentlichungen (Auswahl)
- Nadja Wallaszkovits: Tontechnik. In: Oesterreichisches Musiklexikon. Online-Ausgabe, Wien 2002 ff., ISBN 3-7001-3077-5; Druckausgabe: Band 5, Verlag der Österreichischen Akademie der Wissenschaften, Wien 2006, ISBN 3-7001-3067-8.
- Nadja Wallaszkovits: Digitisation of Research Sound Collections: Practical Application of IASA Guidelines in Small Scale Digitisation Projects. In: IASA Journal. Band 35, 2010, S. 89–98 (englisch).
- Sofia Nunes, Francesca Ramacciotti, Artur Neves, Eva Marisole Angelin, Ana Maria Ramos, Élia Roldão, Nadja Wallaszkovits, Alfonso Alejo Armijo, Maria João Melo: A diagnostic tool for assessing the conservation condition of cellulose nitrate and acetate in heritage collections: quantifying the degree of substitution by infrared spectroscopy. In: Heritage Science. Band 8, 2020, S. 1–14, doi:10.1186/s40494-020-00373-4 (englisch).